# Гелленган-Шелленберг
Гелленган-Шелленберг (нім. Hellenhahn-Schellenberg) — громада в Німеччині, розташована в землі Рейнланд-Пфальц. Входить до складу району Вестервальд. Складова частина об'єднання громад Реннерод.
Площа — 7,28 км2. Населення становить 1234 ос. (станом на 31 грудня 2020).